# زیمبابوه
زیمبابوِه یا زیمبابوِی (به انگلیسی: Zimbabwe، /zɪmˈbɑ:b.weɪ/) با نام رسمی جمهوری زیمبابوه (به انگلیسی: Republic of Zimbabwe) کشوری محصور در خشکی واقع در جنوب آفریقا است. پایتخت و بزرگ‌ترین شهر آن هَرارِه است. جمعیت زیمبابوه حدود ۱۵ میلیون نفر است. این کشور ۱۶ زبان رسمی دارد که انگلیسی، شونا و اِندِبِله رایج‌ترین آن‌ها هستند. زیمبابوه بین رودخانه‌های زامبزی و لیمپوپو جای گرفته که از شمال خاوری، خاور و جنوب خاوری با موزامبیک واز جنوب با آفریقای جنوبی و از باختر و جنوب باختری با بوتسوانا و از شمال و شمال باختری با زامبیا هم‌مرز است. این کشور در سده ۱۹ (میلادی) بخشی از امپراتوری بریتانیا شد. از سال ۱۹۶۵ کم‌کم تلاش‌ها برای استقلال در این کشور آغاز شد و سرانجام در سال ۱۹۷۰ رسماً جمهوری رودزیا اعلام موجودیت کرد. زیمبابوه جزء آخرین کشورهای جنوب آفریقا است که به تدریج و با دشواری با نسلی که پس از انقلاب و مبارزه علیه استعمار به قدرت رسید وداع می‌کند.
کشاورزی حدود دو سوم نیروی کار را دربردارد. تنباکو، نیشکر، پنبه، گندم و ذرت، هم بخشی از صادرات این کشور هستند و هم اساس صنایع آماده‌سازی را تشکیل می‌دهد. منابع طبیعی زیمبابوه شامل زغال‌سنگ، طلا، پنبه نسوز و نیکل است.

## تاریخ
از دهه ۱۸۳۰ این منطقه را شکارچیان، مبلغان مذهبی و جویندگان معدن بریتانیایی و بوئرها مورد نفوذ قرار دادند. در همین دهه، این منطقه به اشغال «شرکت آفریقای جنوبی بریتانیا» سِسیل رودس درآمد. ارتفاعات ناحیه‌ای که بعدها رودزیای جنوبی خوانده شده به اسکان کشاورزان سفیدپوستی درآمد که آفریقایی‌ها را از زمین، محروم و آنان را به نیروی کار ارزان تبدیل کردند. در سال ۱۹۲۳ بریتانیا اداره این سرزمین را از شرکت تحویل گرفت و به مهاجران سفیدپوست، خودگردانی اعطا کرد. پس از جنگ جهانی دوم مهاجرت از بریتانیا و آفریقای جنوبی افزایش یافت؛ ولی نسبت جمعیت آفریقایی به سفیدپوست هنوز بیش از ۲۰ به ۱ بود. تبعیض نژادی موجب تحریک ملی‌گرایی آفریقایی در آغاز به رهبری جاشوا نکومو (زاده ۱۹۱۷) شد.
در ۱۹۵۳ رودزیای جنوبی، با رودزیای شمالی (زامبیای کنونی) و نیاسالند (مالاوی) - فدراسیون آفریقای مرکزی را تشکیل داند. زمانی که در ۱۹۶۳ این فدراسیون منحل شد بریتانیا از اعطای استقلال به گردانندگان سفیدپوست رودزیای جنوبی بدون پیشرفت به سوی حکومت اکثریت سرباز زد. در ۱۹۶۵ حکومت سفیدپوستان به رهبری یان اسمیت (زاده ۱۹۱۹) به‌طور یک جانبه اعلام استقلال کرد و نام کشور را به رودزیا تغییر داد. مخالفت داخلی سرکوب و بر تحریک‌های اقتصادی بین‌المللی غلبه شد؛ ولی جنگ‌های چریکی از سوی ملی‌گرایان آفریقایی در دهه ۱۹۷۰ به‌طور روزافزونی مؤثر افتاد. در ۱۹۷۹ اسمیت مجبور به قبول حکومت اکثریت شد؛ ولی قانون اساسی که ارائه کرد نه برای اتحاد خلق آفریقایی زیمبابوه (ZAPU) به رهبری جاشوا نکومو و نه برای اتحاد ملی آفریقایی زیمبابوه (ZANU) به رهبری رابرت موگابه (زاده ۱۹۲۴) قابل قبول بود. کلیه طرفین به منظور دستیابی به حل و فصل امور با برقراری مجدد و کوتاه‌مدت حکومت بریتانیا موافقت کردند.
در ۱۹۸۰ اتحاد ملی آفریقایی زیمبابوه به رهبری موگابه (به عنوان نخست‌وزیر) کشور را به استقلال رساند و نام آن را از رودزیا به زیمبابوه تغییر داد. در اولین انتخابات پارلمانی در زیمبابوه که کوتاه مدتی پس از کسب استقلال برگزار شد، حزب اتحاد ملی آفریقایی زیمبابوه (زانو) به رهبری رابرت موگابه توانست با به‌دست آودن اکثریت آرا، قدرت را در دست گیرد. نتیجه انتخابات باعث شورش برخی اقلیت‌های قومی شد. دولت موگابه سعی کرد آنان را سرکوب کند. اما این کار به جنگ داخلی خونین انجامید و سرانجام با توافق بین دولت و مخالفان و تشکیل حزب زانو-پی‌اف (زانو - جبهه مردمی) پایان یافت.
در ۱۹۸۷ دو حزب زانو و زاپو با ادغام موافقت کردند و عملاً حکومت تک حزبی را برقرار ساختند. هر چند پیشنهاد ایجاد نظام تک حزبی رسمی معوق شده است. با این تغییر در قانون اساسی، موگابه رئیس‌جمهور زیمبابوه شد.

## سیاست

### ساختار سیاسی
مجمع ملی زیمبابوه با ۱۵۰ عضو متشکل از ۱۲۱۰ نماینده است که با رأی تمامی افراد بالغ به‌طور مستقیم و برای شش سال انتخاب می‌شوند. ۱۰ رئیس قبیله و ۸ فرماندار منتصب استان این مجمع، رئیس‌جمهور را برای دوره‌ای شش ساله انتخاب می‌کند. حزب اتحاد ملی آفریقایی زیمبابوه نقش اصلی را دارد. هر چند احزاب دیگر (از جمله جنبش اتحاد زیمبابوه) اجازه فعالیت دارند. زیمبابوه دو مجلس دارد: مجلس سنای زیمبابوه که در سال ۲۰۰۵ دوباره تشکیل شد و مجلس نمایندگان زیمبابوه که قانونگذاری را به عهده دارد.

### عضویت در سازمان‌های بین‌المللی
زیمبابوه در سازمان ملل متحد، اتحادیه کشورهای همسود، سازمان وحدت آفریقا، و انجمن توسعه جنوب آفریقا عضویت دارد.

### رابرت موگابه
رابرت موگابه از زمان استقلال زیمبابوه از بریتانیا در سال ۱۹۸۰ تا نوامبر سال ۲۰۱۷ قدرت را در دست داشت. وی همچنین رهبر حزب حاکم اتحاد ملی آفریقایی زیمبابوه-جبهه میهن‌پرستانه (زانو-پی‌اف) بود. رابرت موگابه به دلیل سیاست‌های اقتصادی و سرکوبی مخالفان سیاسی‌اش همواره تحت انتقاد محافل جهانی قرار داشته است. موگابه، مخالفینش را «تازه متولدین استعمارگر» می‌نامد.
وی و طرفدارانش، مدعی هستند که مشکلات زیمبابوه، «میراث استعمار» است.
پس از دخالت گزاف نظامی زیمبابوه به رهبری رابرت موگابه در جنگ دوم کنگو، که به سلب مالکیت انبوه زمین‌های سفیدپوست‌ها در سال ۲۰۰۰ انجامید، بسیاری کشورهای غربی وی را متهم به «تبعیض نژادی» و نفرت‌پراکنی نسبت به اقلیت سفیدپوست ساکن در زیمبابوه کردند.
در اثر تحریم‌های اقتصادی، اقتصاد زیمبابوه با مشکلات بسیار جدی روبرو شد. کمبودهای جدی نفتی و غذایی منجر به مهاجرت گسترده اهالی زیمبابوه به کشورهای همسایه، به خصوص آفریقای جنوبی شد. هم‌اکنون تنها کشور موجود در لیست بدحسابان بانک جهانی، کشور فقیر و تحت تحریم زیمبابوه است که بنا به اعلام بانک جهانی، ۱۳ سال است که اقساط بدهی‌های خود به بانک جهانی را پرداخت نکرده است.
در انتخابات ریاست جمهوری سال ۲۰۰۸ و پس از کناره‌گیری مورگان چانگیرای از دور دوم انتخابات، رابرت موگابه پیروز انتخابات ریاست جمهوری اعلام شد. پس از شکایت چانگیرای از موگابه در مجامع بین‌المللی و تحریم حزب زانو-پی‌اف، مذاکراتی برای تقسیم قدرت صورت گرفت. مورگان چانگیرای پس از تقسیم قدرت در زیمبابوه عنوان نخست‌وزیر را به خود اختصاص داد و پست ریاست جمهوری تشریفاتی را هم به موگابه واگذار کرد که براساس توافق، موگابه قرار بود تا پایان عمر این سمت را در اختیار داشته بود.
در پی بروز اختلافاتی با مورگان چانگیرای، رابرت موگابه پیشنهاد برگزاری انتخابات زودهنگام در سال ۲۰۱۲ میلادی داد.

### کودتای ۲۰۱۷

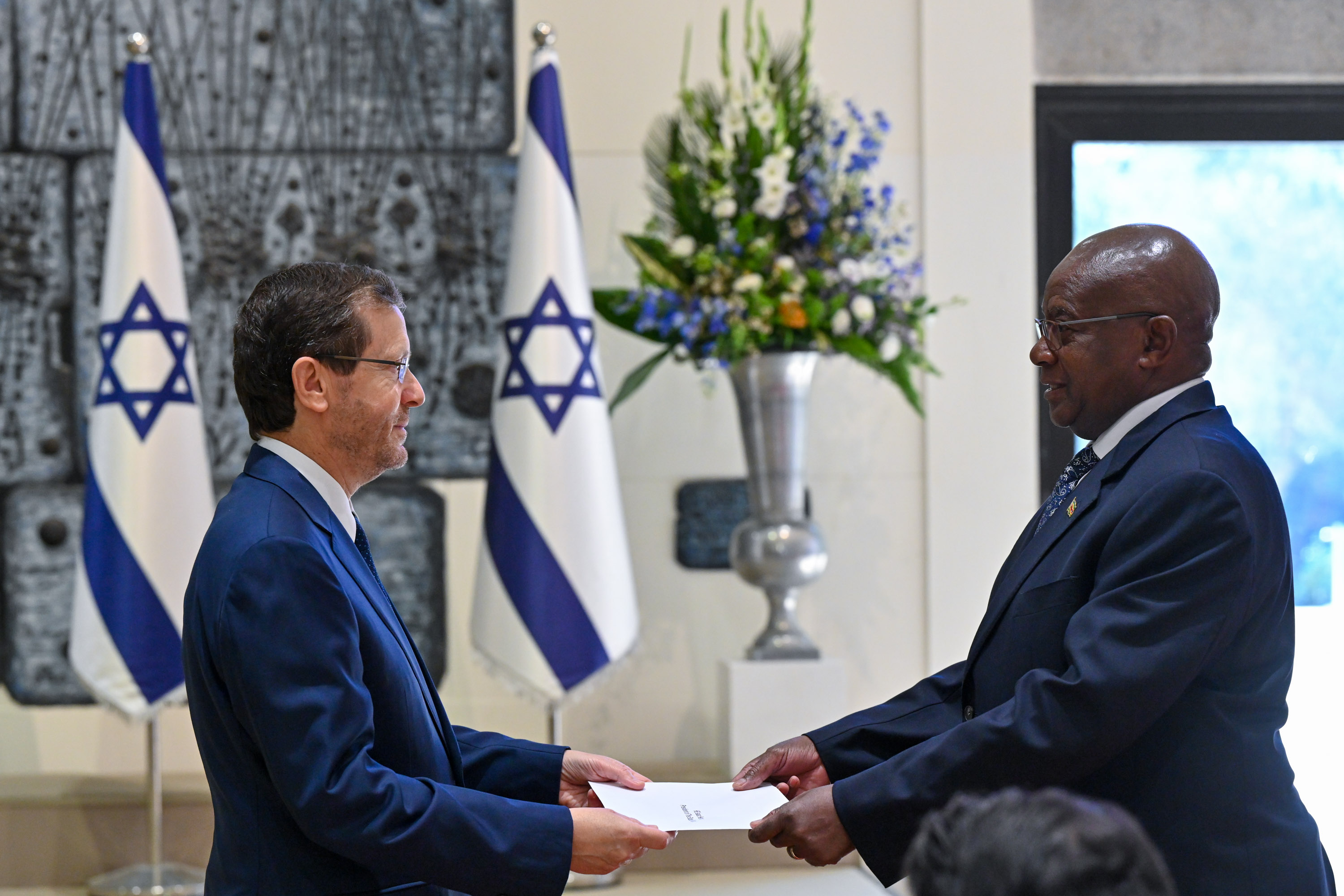
تقدیم استوارنامه سفیر زیمبابوه به هرتزوگ رئیس‌جمهور اسرائیل، اکتبر ۲۰۲۲

در اوایل نوا امرسون منانگاگوا، معاون رئیس‌جمهور توسط موگابه کنار گذاشته شد که بعد از آن همسر موگابه، گریس موگابه بتواند در این موقعیت قرار گرفته تا بتواند پس از رابرت موگابه جای او را بگیرد.
عصر سه شنبه ۱۴ نوامبر۲۰۱۷، ارتش ملی زیمبابوه در اطراف هراره، پایتخت زیمبابوه جمع شده و کنترل اداره تلویزیون این کشور و سایر ادارات پایتخت را به تصرف خود درآوردند. روز بعد آن‌ها طی بیانیه‌ای اعلام کردند که این اقدام برای کودتا نبود و رئیس‌جمهور رابرت موگابه در جای امن به سر می‌برد.
ارتش در بیانیه خود آورده است که هدفش مقابله با مجرمانی است که در کشور باعث رنج اجتماعی و اقتصادی شده‌اند که بعد از رسیدن به این اهداف شرایط کشور به احتمال زیاد به حالت عادی برخواهد گشت.
کودتا در میان تنش‌های موجود بین حزب حاکم (زانو-پی‌اف) و امرسون منانگاگوا معاون پیشین رئیس‌جمهور که توسط ارتش حمایت شده بود و همسر رابرت موگابه و بانوی اول گریس موگابه (گریس ماروفو) که توسط جناح جوان‌تر جی۴۰ پشتیبانی می‌شد صورت گرفت تا وی جایگزین موگابه رئیس‌جمهور سالخورده شود. در نهایت موگابه در ۲۱ نوامبر ۲۰۱۷ استعفا کرد و جای خود را به امرسون منانگاگوا داد. در ۲۶ اوت ۲۰۱۸ پرزیدنت امرسون مناگاگوا در مراسم سوگندش را در استادیوم ورزشی در هراره برگزار کرد. منانگاگوا پس از بازگشت از تبعید در آفریقای جنوبی، وعده برقراری دموکراسی جدید را داد.

## جغرافیا
زیمبابوه از جنوب با آفریقای جنوبی، از جنوب غربی با بوتسوانا، از شمال غرب با زامبیا و از شرق با موزامبیک همسایه است. مساحت آن ۳۹۰٬۵۸۰ کیلومتر مربع و مختصات جغرافیایی آن ۲۰ درجه جنوبی و ۳۰ درجه شرقی است. زیمبابوه خط ساحلی ندارد.
آبشار ویکتوریا یکی از عجایب دیدنی این کشور است.
مرکز زیمبابوه پوشیده از رشته کوه هایوِلد است که بین ۱۲۰۰ تا ۱۵۰۰ متر ارتفاع دارد. در جنوب غرب و شمال شرق هایوِلد فلات‌های میدل‌ولد و لوولد جای دارد. رودهای مهم آن زامبِزی، لیمپوپو، سابی و بلندترین نقطه آن قله اینیانگانی، با ۲۵۹۲ متر است. آب و هوای زیمبابوه در زمین‌های پست استوایی و در ارتفاعات نیمه‌استوایی است. از ژوئن تا سپتامبر فصل خشک مشخصی وجود دارد.
شهرهای مهم زیمبابوه، هراره (پایتخت)، بولاوایو، چیتونگ‌ویزا، اپ‌وورث و موتاره هستند.

## تقسیمات کشوری
کشور زیمبابوه به هشت استان و دو محدوده کلان‌شهری تقسیم شده است که عبارتند از:
| #  | استان و کلان‌شهر       | مرکز       | مساحت. کیلومتر مربع | جمعیت (سال ۲۰۰۲) | نقشه                                  |
| -- | --------------------- | ---------- | ------------------- | ---------------- | ------------------------------------- |
| ۱  | بولاوایو              |            | ۴۷۹                 | ۶۷۶٫۷۸۷          | استان‌های زیمبابوه · استان‌های زیمبابوه |
| ۲  | هراره                 |            | ۸۷۲                 | ۱٫۹۰۳٫۵۱۰        | استان‌های زیمبابوه · استان‌های زیمبابوه |
| ۳  | استان مانیکالند       | موتار      | ۳۶٫۴۵۹              | ۱٫۵۶۶٫۸۹۹        | استان‌های زیمبابوه · استان‌های زیمبابوه |
| ۴  | استان ماشونالند مرکزی | بیندورا    | ۲۸٫۳۷۴              | ۹۹۸٫۲۶۵          | استان‌های زیمبابوه · استان‌های زیمبابوه |
| ۵  | استان ماشونالند شرقی  | ماروندرا   | ۳۲٫۲۳۰              | ۱٫۱۲۵٫۳۵۵        | استان‌های زیمبابوه · استان‌های زیمبابوه |
| ۶  | استان ماشونالند غربی  | چینهویی    | ۵۷٫۴۴۱              | ۱٫۲۲۲٫۵۸۳        | استان‌های زیمبابوه · استان‌های زیمبابوه |
| ۷  | استان ماسوینگو        | ماسوینگو   | ۵۶٫۵۶۶              | ۱٫۳۱۸٫۷۰۵        | استان‌های زیمبابوه · استان‌های زیمبابوه |
| ۸  | استان ماتابلند شمالی  | بخش لوپانه | ۷۵٫۰۲۵              | ۷۰۱٫۳۵۹          | استان‌های زیمبابوه · استان‌های زیمبابوه |
| ۹  | استان ماتابلند جنوبی  | گواندا     | ۵۴٫۱۷۲              | ۶۵۴٫۸۷۹          | استان‌های زیمبابوه · استان‌های زیمبابوه |
| ۱۰ | استان میدلندز         | گورو       | ۴۹٫۱۶۶              | ۱٫۴۴۶٫۳۳۱        | استان‌های زیمبابوه · استان‌های زیمبابوه |

## اقتصاد

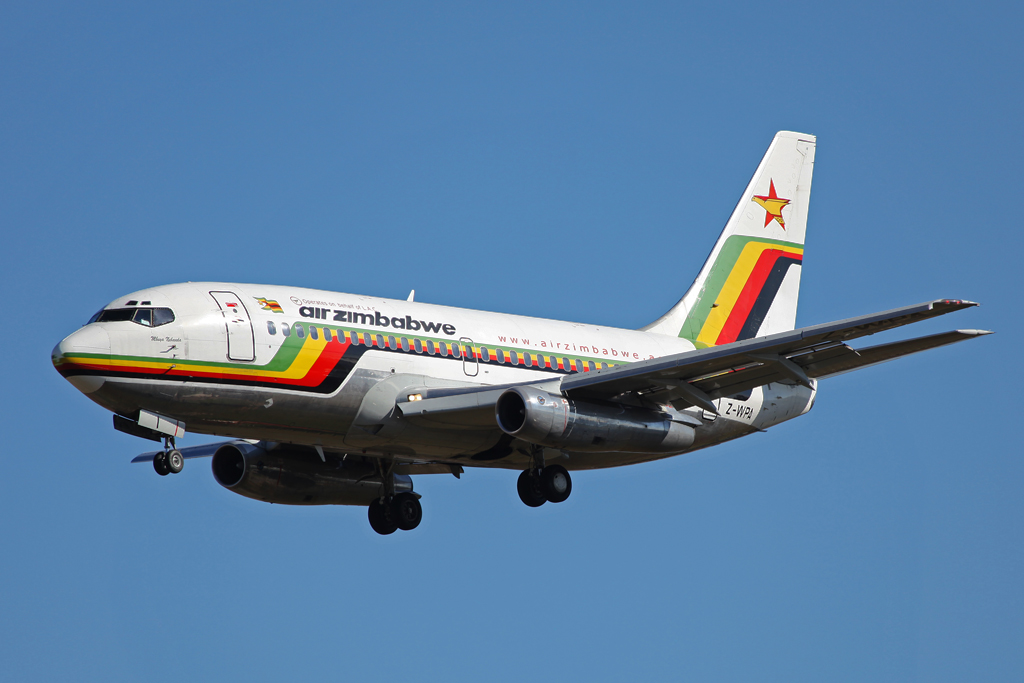
ایر زیمبابوه

### تولید ناخالص داخلی
تولید ناخالص داخلی این کشور در سال ۲۰۱۷، ۱۷ میلیارد دلار آمریکا بوده است.

### شرکای تجاری
چین بزرگ‌ترین شریک تجاری زیمبابوه است.

### فقر

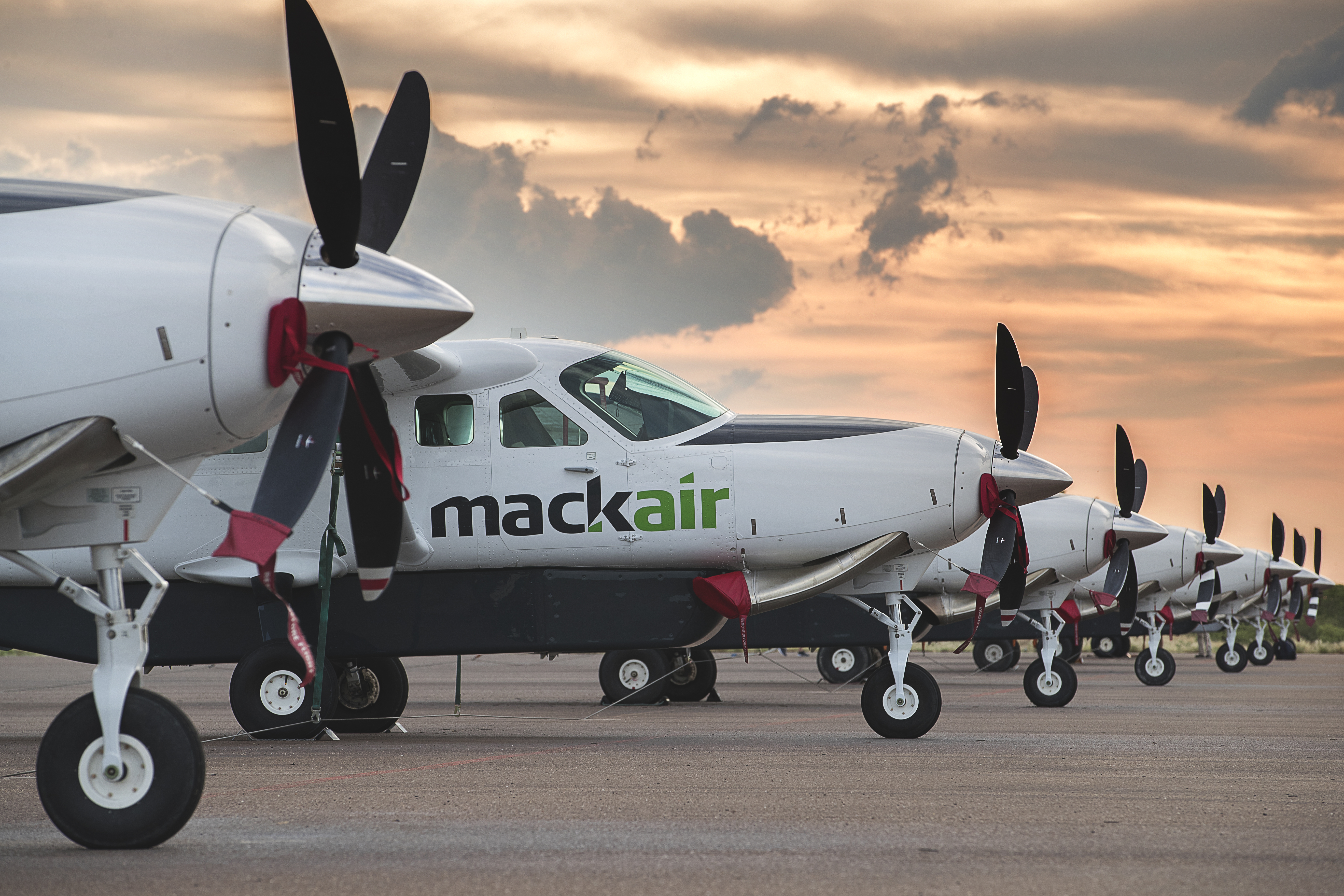
مک ایر یک شرکت هواپیمایی در زیمبابوه

حدود ۹۰ درصد جمعیت زیمبابوه بیکار هستند و سه-چهارم مردم، درآمدی کمتر از ۵ و نیم دلار در روز دارند. ۶۸ درصد مردم زیمبابوه زیر خط فقر زندگی می‌کنند و نرخ تورم آن بیش از صد هزار درصد است. با وجود منابع طبیعی غنی و شرایط مساعد کشاورزی، فساد سیاسی و اقتصادی گسترده و اقدامات خارجی دولت مانند تلاش برای گسترش نفوذ در میان دیگر کشورهای آفریقایی از طریق مداخله در درگیری‌های نظامی، به تدریج باعث بروز مشکلات اقتصادی عمده و تورم چند صد میلیون درصدی شده در این کشور شد که به یک بحران شدید شامل کاهش شدید ارزش پول ملی، تورم سرسام‌آور، ورشکستگی واحدهای کشاورزی و تولیدی، کمبود و گرانی شدید کالا و فقر مردم منجر شد.

### تولیدات

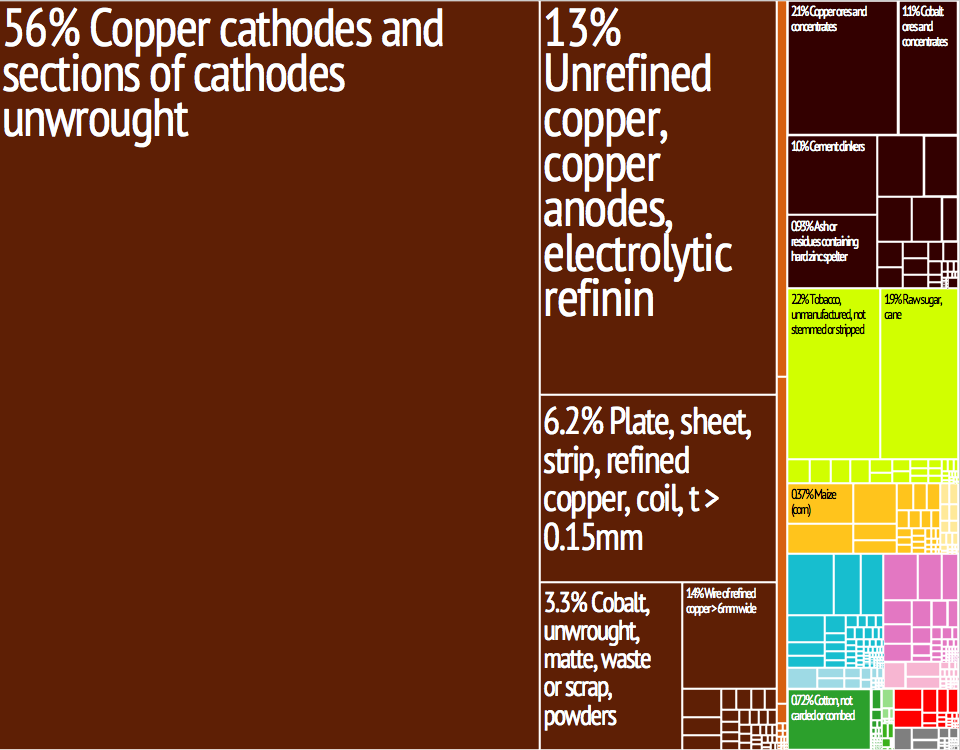
نقشه درختی صادرات زیمبابوه

کشاورزی حدود دو سوم نیروی کار را دربردارد؛ زیرا این کشور شرایط مساعدی برای کشاورزی دارد. تنباکو، نیشکر، پنبه، گندم و ذرت، هم بخشی از صادرات این کشور هستند و هم اساس صنایع آماده‌سازی را تشکیل می‌دهد. منابع طبیعی زیمبابوه شامل زغال‌سنگ، طلا، پنبه نسوز، نیکل، پلاتین و الماس است.
محصولات صادراتی این کشور شامل پلاتینیوم، پنبه، تنباکو، طلا، آلیاژهای آهن و منسوجات است که به کشورهای آفریقای جنوبی (۲۴٬۸ درصد)، جمهوری دموکراتیک کنگو (۱۷٬۶ درصد)، بوتسوانا (۱۵٬۷ درصد) و ایالات متحده (۱۰٬۴ درصد) صادر می‌شود.
محصولات وارداتی این کشور شامل ماشین‌آلات و تجهیزات، محصولات کارخانه‌ای، مواد دارویی و سوخت است که از کشورهای آفریقای جنوبی (۴۰٬۸ درصد)، زامبیا (۲۹٬۶ درصد) و ایالات متحده (۴٬۹ درصد) وارد می‌شود.

### واحد پول
پس از انفجار تورم، دیگر از دلار زیمبابوه استفاده نمی‌شود. واحد پول رسمی دولت دلار آمریکا است و از ارزهای دیگری چون رند آفریقای جنوبی و بسیاری واحدهای پولی دیگر پولای بوتسوانا، یورو، روپیه هند، پوند استرلینگ، دلار استرالیا و سکه باند زیمبابوه نیز به عنوان جایگزین (Proxy) دلار و سکه آمریکا استفاده می‌شوند. در سال ۲۰۱۶ «سکه باند زیمبابوه» به عنوان جایگزین ۲ و ۵ دلاری آمریکا معرفی شدند.

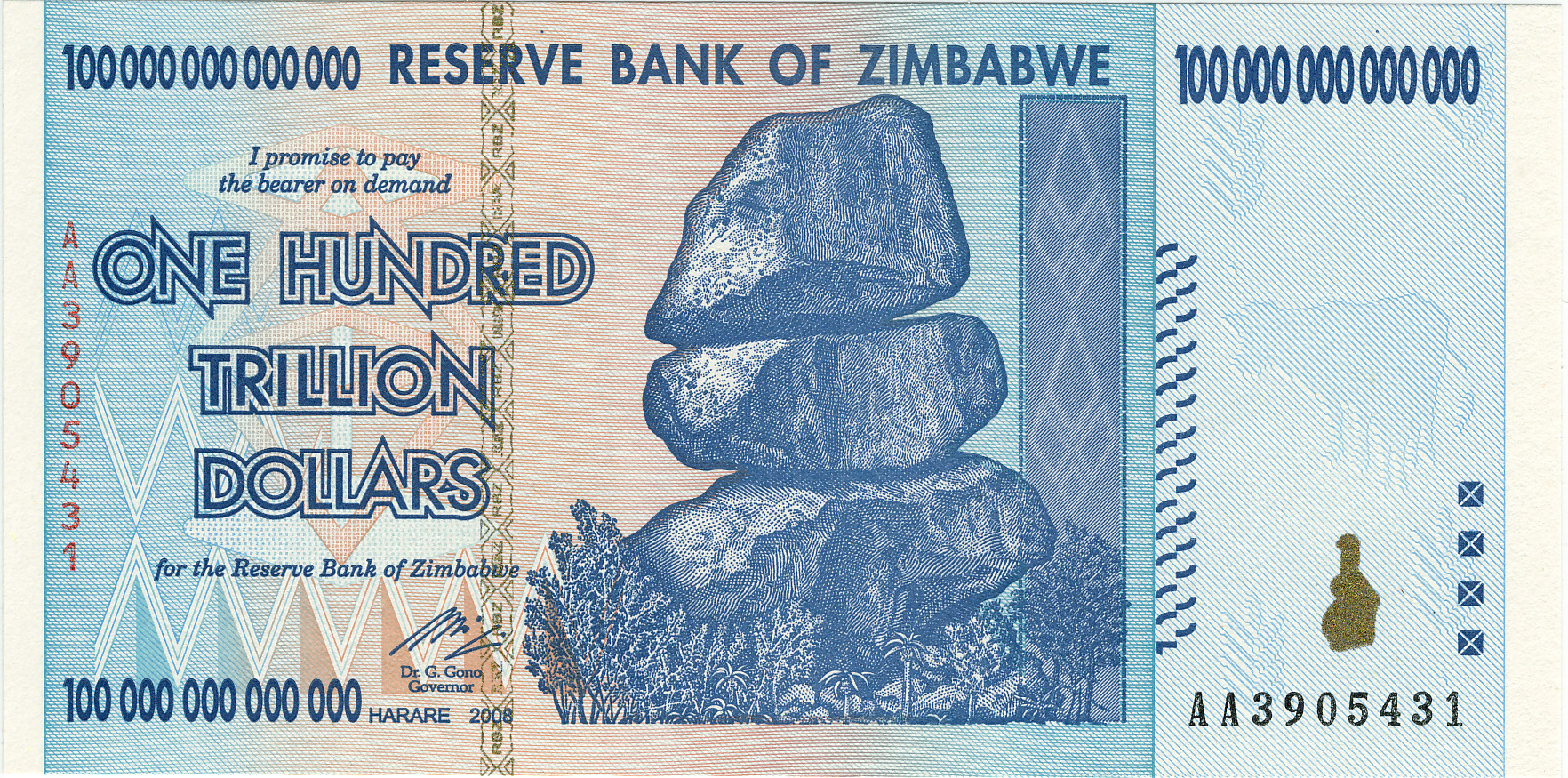
اسکناس ۱۰۰ تریلیون دلاری زیمبابوه

در سال ۲۰۰۹ دولت زیمبابوه به‌دلیل نداشتن هیچ پشتوانه‌ای واحد پول خود را به مدت یک سال از گردونه خارج کرد. التون مانگوما، وزیر اقتصاد و برنامه‌ریزی زیمبابوه، در مصاحبه‌ای تلویزیونی گفت که دولت تصمیم گرفته است تا پول واحد زیمبابوه را که در حال حاضر نیز اثری از آن در مبادلات نیست، به مدت یک سال متوقف کند. به گفته وی از این پس دلار زیمبابوه در مبادلات استفاده نخواهد شد زیرا هیچ چیزی برای حمایت و حفظ ارزش آن وجود ندارد. این اقدام در حالی صورت می‌گیرد که در ماه ژانویه سال جاری میلادی و در پاسخ به تورم بسیار بالا دولت زیمبابوه استفاده از ارزهای کشورهای دیگر همچون پولای بوتسوانا، راند آفریقای جنوبی، دلار آمریکا، یورو و پوند انگلیس را قانونی اعلام کرده بود. به گزارش خبرگزاری فرانسه، دولت زیمبابوه طی دو سال گذشته ۲۲ صفر را از واحد پول خود حذف کرده است. بالاترین اسکناس زیمبابوه که پیشتر در گردش بود اسکناس ۱۰۰ تریلیون دلاری زیمبابوه بود که با آن حتی نمی‌شد یک قرص نان خرید.

### تورم

تولید ناخالص داخلی زیمبابوه از سال ۱۹۶۰ تا ۲۰۱۰

در حدود سال ۱۹۶۵ هر دو دلار آمریکا در زیمبابوه به یک دلار زیمبابوه خرید و فروش می‌شد.. در طی سال‌های ۲۰۰۲ تا ۲۰۰۶ ارزش پول این کشور از هر ۳۰۰ واحد یک دلار به یک میلیون و چهارصد هزار واحد به یک دلار رسید. با اینکه در ماه اوت ۲۰۰۶ دولت سه صفر را از جلوی دلار (نام پول رایج در کشور زیمبابوه دلار زیمبابوه است و در زبان عامه به آن زیم دلار می‌گویند) برداشت تا مردم در حمل و نقل آن راحت‌تر باشند و دولت بتواند جلوی سقوط ناباورانه زیم دلار را در مقابل دلار آمریکا بگیرد، اما مردم به این امر توجی نکردند و اعداد و ارقام را مانند گذشته می‌دانند. در ماه اکتبر، نرخ ارز به هزار واحد به یک دلار رسید که ازنظر مردم همان یک میلیون و دویست هزار واحد به یک دلار است. وضعیت فعلی زیمبابوه در پی بیرون کردن کشاورزان بریتانیا از زیمبابوه به وجود آمد. از حدود سال ۲۰۰۰ آمریکا و کشورهای غربی تحریم‌هایی را علیه زیمبابوه وضع کرده‌اند. این تحریم‌ها سبب فرسایش و تضعیف تدریجیِ اقتصاد این کشور شده است.
معدن الماس مارانج (Marange)، امبادا (Mbada)، آنجین (Anjin) و دایموند ماینینگ کورپوریشن (Diamond Mining Corporation) در منطقه چیادزوا Chiadzwa زیمبابوه قرار دارند. سه معدن الماس مستقر در منطقه مارانج سالانه بیش از دو میلیارد دلار آمریکا برای این کشور درآمد دارند.

## فرهنگ

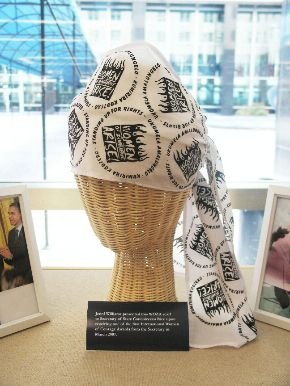
سازمان زنان زیمبابوه برمی‌خیزند

از قدیمی‌ترین آثار هنری در زیمبابوه می‌توان به نقاشی‌های صخره‌ای  در این کشور اشاره کرد که مربوط به هزار تا ۱۰ هزار سال قبل هستند.
نمایشگاه بین‌المللی کتاب زیمبابوه، که هرساله در اول ماه اوت برگزار می‌شود، معتبرترین نمایشگاه کتاب در قارهٔ آفریقا به‌شمار می‌آید.

### مردم
جمعیت این کشور شامل ۱۴٬۸۴۰٬۰۰۰ نفر است که میانگین سنی آن‌ها ۲۰٬۱ سال است.
امید به زندگی در بدو تولد برای زنان ۶۲ سال و برای مردان ۵۹ سال است.
انسداد سیاسی باعث زمین‌گیر شدن اقتصاد زیمبابوه شده است و بیش از سه میلیون از جمعیت جوان کشور راه مهاجرت در پیش گرفته‌اند. ایدز گریبانگیر ۲۴ تا ۳۵ درصد جمعیت کشور است.

### زبان‌ها
چوایی، Chibarwe، انگلیسی، Kalanga,"Koisan"
(احتمالاً Tsoa) |Nambya, Ndau, Ndebele، شنگانی، شونا،"sign language" سوتو، Tonga، تسوانا، وندا، خوسایی

## ارتباطات
۳۳۱٫۷۰۰ خط تلفن ثابت و ۸۳۲٫۵۰۰ خط تلفن همراه در این کشور وجود دارد.
زیمبابوه ۱۵٫۵۰۷ میزبان اینترنت و ۱٫۲۲۰٫۰۰۰ کاربر دارد.